# إسماعيل حقي خماس
إسماعيل بن حسين بن عيدي الباوي يُعرف عمومًا بـإسماعيل حقي خمّاس (1919 - 1994) صحفي وشاعر عراقي. ولد في ناحية السعدية التابعة للواء ديالى ونشأ في بغداد ودرس فيها على قاسم القيسي. وخماس نسبة إلى خماس بن رزوقي‌ أحد أقاربه الذي تولّى تربيته بعد فرار والده إثر ارتكابه جريمة قتل، فنُسب إليه. وفي بغداد اتّجه إلى الصحافة وعمل فيها محررًا ومراسلاً وكان مولعًا بالأدب والشعر، ثم عمل مدرّسًا في المدارس الابتدائية 1960. كما عين إماماً بجامع الخفافين ببغداد. له شعر كثير حسن، نشر معظمه في صحف بغداد ومجلاتها. توفي في بغداد. له ديوان مخطوط.

## سيرته وعمله
ولد إسماعيل بن حسين بن عيدي الباوي في السعدية نسب إلى غير أبيه بسبب ارتكاب أبيه حسين جريمة قتل، وهربه، وقد عاد والده في أخرياته، وعرفه إسماعيل وتردد عليه. دخل مدرسة البارودية في سن متأخرة، وترك الدراسة في المتوسطة، والتحق بالمدرسة العلمية الدينية حيث تتلمذ على قاسم القيسي، وبقى ملازماً له حتى وفاته، وبعد أن أكمل دراسته الدينية عام 1944 عين إماماً بجامع الخفافين ببغداد، ثم عمل في ديوان الأوقاف، ثم عين مدرساً سنة 1960 في الرمادي، ثم في العمارة، ثم نقل إلى بغداد إلى أن أحيل إلى التقاعد، كما كان يعمل مصححًا في عدة صحف، ولم يتوقف عن أداء هذا العمل.
توفي في بغداد سنة 1994م/ 1415 هـ.

## شعره
له مجموعة أشعار مخطوطة بخطه، محفوظة عند ولده محمد إسماعيل. قال في أغراض الحياة المختلفة: الغزل، والمداعبة، والتأمل، والرثاء،«قوافيه طيعة وعبارته سهلة وهدفه الاجتماعي محدد، شعره متوسط، لا يدخل في أصحاب الجزالة، ولا يهبط إلى الضعف». من شعره أُمّ أحلام: